# Горобець острівний
Горобець острівний (Passer iagoensis) — вид горобцеподібних птахів родини горобцевих (Passeridae).

## Поширення
Ендемік Кабо-Верде. Він поширений на більшості островах. Відсутній на острові Фогу, рідкісний на Санта-Лузія, Бранку та Сал. Мешкає, зазвичай, у різноманітних середовищах існування, включаючи лавові рівнини, прибережні скелі, ущелини та краї сільськогосподарських угідь на висоті до 1200 метрів. Також трапляється в заселених районах та садах.

## Опис
Дрібний птах, завдовжки 12-13 см. Його оперення схоже на оперення хатнього горобця. Самець має чорну або сірувато-чорну корону, сіру потилицю і невелику ділянку білого кольору на лобі. Боки голови, особливо над оком, мають насичений коричневий колір. У плечах є білі та коричневі кольори, а решта верхньої частини тіла коричневого кольору з прожилками чорного та бежевого кольорів. Щоки та нижня частина тіла ніжно-сірі, а горло та підборіддя чорні.
Самиця сіро-коричнева з чорними смугами на крилах і грудях і блідо-сірою нижньою частиною. Вона дуже схожа на самицю хатнього горобця, але має чіткіший блідий суперцилій (смужка над оком).

## Спосіб життя
Птах харчується насінням різноманітних рослин, включаючи злаки. Гніздиться невеликими колоніями. Гніздо побудоване в порожнинах скель, будівель та кам'яних стін. На деяких островах розмножується колоніями морських птахів.